# Joshua Hines-Allen
Joshua Hines-Allen (Cumberland County, Virginia; 13 de julio de 1999) es un jugador profesional estadounidense de fútbol americano. Juega en la posición de linebacker y actualmente milita en los Jacksonville Jaguars de la National Football League (NFL).

## Biografía
Allen asistió a la preparatoria Abbeville High School en Alabama, donde practicó fútbol americano en la posición de receptor. Sin embargo, para su último año asistió a la preparatoria Montclair High School en Nueva Jersey, donde cambió su posición a defensive end.

## Carrera

### Universidad
Asistió a la Universidad de Kentucky donde jugó con los Kentucky Wildcats. En su tercer año (2017) registró siete sacks y 10.5 tacleadas para pérdida de yardas, siendo nombrado al segundo equipo All-SEC, y al año siguiente elevó sus números a 14 capturas y 18.5 tacleadas para pérdida, por lo que fue nombrado al primer equipo All-SEC y al primer equipo All-American, además de recibir el trofeo Bronko Nagurski como mejor jugador defensivo del año en el nivel universitario.

### NFL

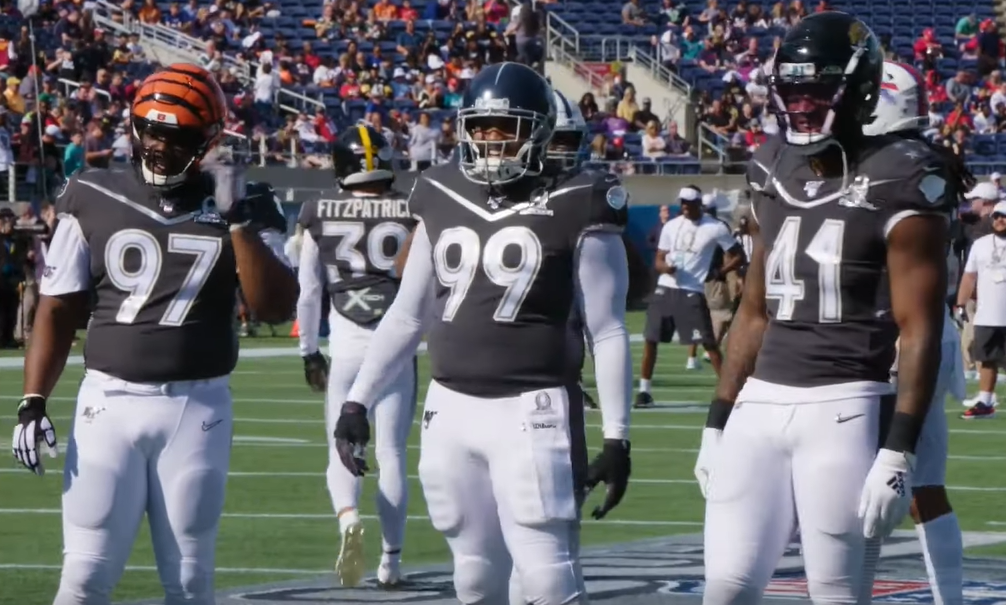
Allen en un partido

#### Jacksonville Jaguars
Allen fue seleccionado por los Jacksonville Jaguars en la primera ronda (puesto 7) del draft de 2019.
En la Semana 3 ante los Tennessee Titans, Allen registró sus primeras dos capturas como profesional en la victoria de los Jaguars por 20-7. En la Semana 8 ante los New York Jets, capturó dos veces al mariscal de campo Sam Darnold en la victoria por 29-15. Finalizó su temporada de novato con 43 tacleadas, dos balones sueltos forzados y lideró al equipo con 10.5 capturas, récord para un novato de los Jaguars. Fue nombrado al Pro Bowl en sustitución de Frank Clark, convirtiéndose en el primer novato en la historia de los Jaguars en ser seleccionado.
En 2020, Allen solo registró 13 tacleadas y 2.5 capturas en ocho encuentros debido a una lesión. Fue colocado en la reserva de lesionados el 24 de noviembre.
En 2021, Allen ayudó a los Jaguars a ganar el encuentro de la Semana 9 contra los Buffalo Bills  con marcador de 9-6. Registró ocho tacleadas, una captura, una intercepción y una recuperación de balón suelto del mariscal de campo de los Bills, Josh Allen, convirtiéndose en el primer jugador en la historia de la NFL en registrar una captura, una intercepción y una recuperación de un balón suelto de un mariscal de campo con el mismo nombre. Finalizó la temporada con una marca personal de 75 tacleadas, 7.5 capturas, cuatro pases defendidos y una intercepción en 16 juegos.

## Estadísticas generales
|  | Seleccionado al Pro Bowl |

| Año   | Equipo | Juegos | Juegos | Tacleadas | Tacleadas | Tacleadas | Tacleadas | Tacleadas | Intercepciones | Intercepciones | Intercepciones | Intercepciones | Intercepciones | Intercepciones | Balones sueltos | Balones sueltos | Balones sueltos | Balones sueltos |
| Año   | Equipo | GP     | GS     | Comb      | Total     | Ast       | Sck       | SFTY      | PDef           | Int            | Yds            | Avg            | Lng            | TD             | FF              | FR              | Yds             | TD              |
| ----- | ------ | ------ | ------ | --------- | --------- | --------- | --------- | --------- | -------------- | -------------- | -------------- | -------------- | -------------- | -------------- | --------------- | --------------- | --------------- | --------------- |
| 2019  | JAX    | 16     | 4      | 44        | 31        | 13        | 10.5      | –-        | 0              | –-             | –-             | –-             | –-             | –-             | 2               | 0               | --              | --              |
| 2020  | JAX    | 8      | 7      | 13        | 7         | 6         | 2.5       | --        | 1              | --             | –-             | –-             | –-             | –-             | 0               | 0               | –-              | –-              |
| 2021  | JAX    | 16     | 15     | 71        | 46        | 25        | 7.5       | --        | 4              | 1              | 11             | 11.0           | 11             | 0              | 1               | 1               | 0               | 0               |
| Total | Total  | 40     | 26     | 128       | 84        | 44        | 20.5      | --        | 5              | 1              | 11             | 11.0           | 11             | 0              | 3               | 1               | 0               | 0               |

Fuente: Pro-Football-Reference.com